# رشيد بليل
رشيد بليل هو كاتب وباحث جزائري تخصّص في علم الاجتماع، ولد عام 1948 في قرية بويوسف في منطقة القبائل الكبرى بالجزائر وحصل على درجة الدكتوراه في علم الاجتماع عن بحث بعنوان «التغيّر الاجتماعي»، ويعمل في المركز الوطني الجزائري للبحوث كباحث في عصور ما قبل التاريخ وعلم الإنسان والتاريخ. اهتم رشيد بليل بشكلٍ خاص بتراث أهل القورارة الذي صنّفته منظمة اليونسكو ضمن قائمة التراث الثقافي غير المادي.

## مؤلفاته
كتب رشيد بليل العديد من المؤلفات في علم الاجتماع والتراث الإنساني منها:
- قصور ڨورارا وأولياؤها الصالحون في المأثور الشفاهي والمناقب والأخبار المحلية: صدر عام 2008.[4]
- تحوّلات التوارق
- نصوص زناتية من القورارة
- أنطولوجيا الحكاية الأمازيغية في الجزائر: صدر عن المركز الوطني للبحوث بالجزائر.[5]